# هنري أ. سترونج
هنري أ. سترونج (بالإنجليزية: Henry A. Strong)‏ هو شخصية أعمال أمريكي، ولد في 30 أغسطس 1838 في روتشستر في الولايات المتحدة، وتوفي في 26 يوليو 1919.